# Organização de Jovens e Estudantes de Timor Leste
Die Organização de Jovens e Estudantes de Timor Leste OJETIL (deutsch Jugend- und Studentenorganisation von Osttimor) war eine Widerstandsgruppe osttimoresischer Jugendlicher gegen die indonesische Besatzung. Führer war Gregório Saldanha. Die Organisation war die offizielle Jugendorganisation der Partei FRETILIN und damit Nachfolgerin der Organização Popular da Juventude Timorense (OPJT) in den 1970er-Jahren.

## Geschichte
Gegründet wurde die Organisation 1983 als Organização da Juventude Católica de Timor-Leste OJECTIL (deutsch Jugend- und Studentenorganisation von Osttimor), man änderte aber 1991 den Namen, um auch für Anhänger anderer Religionen offen zu sein. Die Mitglieder waren ursprünglich angehalten, sich an Aktivitäten in der katholischen Kirche zu beteiligen. Auch mit der katholischen Pfadfinderbewegung hatte man gute Kontakte.
1989 spalteten sich einige Studenten auf Bali und Java von der OJETIL ab. Den kommunistischen Studenten war die OJETIL zu moderat und gründeten deswegen die FECLITIL. Aus ihr entstand später die Partido Socialista de Timor (PST).
Zusammen mit FITUN, RENETIL und Sagrada Familia organisierte die OJETIL am 12. November 1991 einen Gedenkmarsch für Sebastião Gomes, der zu einer Demonstration anwuchs. Indonesische Sicherheitskräfte stoppten den Zug mit Gewalt. Mindestens 271 Menschen starben beim Santa-Cruz-Massaker. Gregório Saldanha, der die Führung in der Organisation des Protests übernommen hatte, wurde von einem indonesischen Gericht zu lebenslanger Haft verurteilt. Die OJETIL existierte zwar weiter, aber ihre Aktionen waren nur noch eingeschränkt.
Im April 1999 unterstellten sich im Vorfeld des Unabhängigkeitsreferendums in Osttimor 1999 14 Jugend-Widerstandsorganisationen dem Presidium Juventude Lorico Ass'wain Timor Loro Sa'e des CNRT. Darunter auch die OJETIL.

## Bekannte Mitglieder
- Gregório Saldanha, Präsident der OJETIL
- Hernâni Coelho (* 1964), Beitritt 1983
- João Bosco Cárceres (1972–2022)
- Eládio António Faculto de Jesus (* 1971), Generalsekretär
- Sérgio Lobo (* 1958), Gründer des OJETIL-Ablegers in Solo, Java 1985
- Julião Augusto Mausiry (1966–2021)
- Fausto Freitas da Silva (* 1963), Liurai Tasi
- José Maria Ximenes, Mitgründer 1983